# Yvonne Aki-Sawyerr
Yvonne Denise Aki-Sawyerr (født Morgan 7. januar 1968) er en politiker fra Sierra Leone som repræsenterer partiet All People's Congress (APC). Hun var været borgmester i Freetown, Sierra Leones hovedstad siden 2018.

## Uddannelse
Aki-Sawyerr har en bachelorgrad i økonomi fra Fourah Bay College i Freetown fra 1988. På universitetet var Aki-Sawyerr aktiv i AIESEC (the International Association of Students in Economics and Management), og hun blev den første afrikaner i AIESEC's Bruxelles-baserede International Exchange Committee i 1988.
Hun tog en mastergrad i internationale relationer og verdensøkonomiens politik ved London School of Economics and Political Science. I 1993 blev hun certificeret af Institute of Charted Accountants i England og Wales.

## Politisk karriere
Aki-Sawyerr blev valgt til borgmester i Freetown i 2018 ved et valg 7. marts hvor hun fik over 309.000 stemmer eller 59,92 % af de afgivne stemmer. Den nærmeste modstander var Raymond Desouza fra Sierra Leone People's Party (SLPP) som fik 167.200 stemmer eller 32,36 %. I januar 2023 er Yvonne Aki Sawyerr indstillet til at stille op for endnu en periode ved valget i juni 2023..

## Anerkendelse
Aki-Sawyerr blev anerkendt for sit arbejde under Sierra Leones ebolakrise med en ebola-guldmedalje af præsident Ernest Bai Koroma i december 2015. Hun blev også udnævnt til Officer of the Order of the British Empire (OBE) af dronning Elizabeth II i januar 2016.
Aki-Sawyerr var på listen over BBC's 100 kvinder som blev annonceret den 23. november 2020.

## Privatliv
Aki-Sawyerr er gift og har to børn.